# Cornelia Lister
Cornelia Lister (Oslo, 26 maggio 1994) è un'ex tennista svedese.
Ha disputato sedici incontri con la squadra svedese di Fed Cup vincendone otto.

## Statistiche WTA

### Doppio

#### Vittorie (1)
| Legenda               |
| --------------------- |
| Grande Slam (0)       |
| Ori Olimpici (0)      |
| WTA Finals (0)        |
| Premier Mandatory (0) |
| Premier 5 (0)         |
| Premier (0)           |
| International (1)     |

| N. | Data           | Torneo                                       | Superficie  | Compagna        | Avversarie in finale           | Punteggio   |
| 1. | 27 luglio 2019 | Internazionali Femminili di Palermo, Palermo | Terra rossa | Renata Voráčová | Ekaterine Gorgodze Arantxa Rus | 7-6(2), 6-2 |

## Circuito WTA 125

### Doppio

#### Sconfitte (2)
| N. | Data          | Torneo                        | Superficie  | Compagna        | Avversarie in finale           | Punteggio           |
| 1. | 16 marzo 2019 | Abierto Zapopan, Guadalajara  | Cemento     | Renata Voráčová | Maria Sanchez Fanny Stollár    | 5-7, 1-6            |
| 2. | 8 giugno 2019 | Croatian Bol Ladies Open, Bol | Terra rossa | Renata Voráčová | Timea Bacsinszky Mandy Minella | 6-0, 6(3)-7, [4-10] |

## Statistiche ITF

### Singolare

#### Vittorie (1)
| Torneo $100.000 (0) |
| Torneo $80.000 (0)  |
| Torneo $75.000 (0)  |
| Torneo $60.000 (0)  |
| Torneo $50.000 (0)  |
| Torneo $25.000 (0)  |
| Torneo $15.000 (1)  |
| Torneo $10.000 (0)  |

| N. | Data           | Torneo                                           | Superficie  | Avversaria in finale | Punteggio |
| 1. | 12 agosto 2017 | Ciudad de Las Palmas, Las Palmas de Gran Canaria | Terra rossa | Gaia Sanesi          | 6–4, 6–4  |

### Doppio

#### Vittorie (25)
| Torneo $100.000 (0) |
| Torneo $80.000 (1)  |
| Torneo $75.000 (0)  |
| Torneo $60.000 (1)  |
| Torneo $50.000 (0)  |
| Torneo $25.000 (9)  |
| Torneo $15.000 (2)  |
| Torneo $10.000 (12) |

| No. | Data              | Torneo                                             | Superficie    | Partner                 | Rivali in finale                        | Risultato           |
| 1.  | 8 luglio 2013     | ITF Women's Circuit Getxo, Getxo                   | Terra rossa   | Jacqueline Cabaj Awad   | Ashley Keir Charlotte Römer             | 6–2, 6-4            |
| 2.  | 2 settembre 2013  | Vitalyte Open, Berlino                             | Terra rossa   | Ysaline Bonaventure     | Lenka Kunčíková Karolína Stuchlá        | 6-4, 3-6, [10-5]    |
| 3.  | 17 febbraio 2014  | ITF Women's Circuit Helsingborg, Helsingborg       | Cemento (i)   | Lisanne van Riet        | Ol'ha Iančuk Jasmina Tinjić             | 6–4, 6–3            |
| 4.  | 29 giugno 2014    | Rolls Royce Women's Cup Kristinehamn, Kristinehamn | Terra rossa   | Kateryna Bondarenko     | Ysaline Bonaventure Sandra Zaniewska    | w/o                 |
| 5.  | 21 luglio 2014    | Sampo Open, Tallinn                                | Terra rossa   | Aleksandra Artamonova   | Julia Skripnik Eva Paalma               | 6–3, 6–2            |
| 6.  | 30 agosto 2016    | Rotterdam Open, Rotterdam                          | Terra rossa   | Alison Bai              | Brandy Mina Jainy Scheepens             | 7–5, 6–4            |
| 7.  | 7 marzo 2015      | GD Tennis Cup, Adalia                              | Cemento       | Tara Moore              | Kim Grajdek Alexandra Nancarrow         | 7-6(0), 7-5         |
| 8.  | 13 marzo 2015     | GD Tennis Cup, Adalia                              | Terra rossa   | Svjatlana Piraženka     | Kim Grajdek Lenka Juríková              | 7-6(6), 6-4         |
| 9.  | 8 maggio 2015     | Rising Star Tour, Båstad                           | Terra rossa   | Yuliana Lizarazo        | Carolin Daniels Laura Schaeder          | 7–5, 5–7, [10–8]    |
| 10. | 15 maggio 2015    | Rising Star Tour, Båstad                           | Terra rossa   | Melanie Stokke          | Veronica Corning Maja Örnberg           | 5–7, 6–3, [10–8]    |
| 11. | 19 giugno 2015    | Swedish Ladies Ystad, Ystad                        | Terra rossa   | Xenia Knoll             | Conny Perrin Chanel Simmonds            | 7–5, 7–6(5)         |
| 12. | 31 ottobre 2015   | Stockholm Ladies, Stoccolma                        | Cemento (i)   | Hilda Melander          | Ksenija Gajdarži Anette Munozova        | 6–4, 6–3            |
| 13. | 13 maggio 2016    | Rising Star Tour, Båstad                           | Terra rossa   | Emilie Francati         | Astrid Brune Olsen Malene Helgø         | 6–2, 6–2            |
| 14. | 21 maggio 2016    | Rising Star Tour, Båstad                           | Terra rossa   | Emilie Francati         | Irina Maria Bara Melanie Stokke         | 6–2, 6–4            |
| 15. | 24 giugno 2016    | Swedish Ladies Ystad, Ystad                        | Terra rossa   | Nina Stojanović         | Dia Evtimova Pia König                  | 6–4, 6–2            |
| 16. | 6 agosto 2016     | Plzen Ladies Open, Plzeň                           | Terra rossa   | Katarzyna Kawa          | Ema Burgić Bucko Georgina García Pérez  | 6–1, 7–6(6)         |
| 17. | 14 ottobre 2016   | Open Feminin 50, Équeurdreville-Hainneville        | Cemento (i)   | Polina Monova           | Amandine Hesse An-Sophie Mestach        | 7–5, 4–6, [10–6]    |
| 18. | 5 novembre 2016   | Stockholm Ladies, Stoccolma                        | Cemento (i)   | Anastasyja Šošyna       | Hilda Melander Paulina Milosavljevic    | 7–6(3), 6–2         |
| 19. | 18 febbraio 2017  | Altenkirchen Ladies Open, Altenkirchen             | Sintetico (i) | Alexandra Cadanțu       | Tara Moore Conny Perrin                 | 6–2, 3–6, [11–9]    |
| 20. | 27 agosto 2017    | Braunschweig Women's Open, Braunschweig            | Terra rossa   | María Teresa Torró Flor | Anastasija Komardina Diāna Marcinkēviča | 3–6, 7–6(5), [11–9] |
| 21. | 29 settembre 2017 | Open GDF SUEZ Clermont-Ferrand, Clermont-Ferrand   | Cemento (i)   | Vera Lapko              | Sarah Beth Grey Olivia Nicholls         | 6-4, 6-3            |
| 22. | 17 marzo 2018     | GD Tennis Cup, Adalia                              | Cemento       | Xenia Knoll             | Amina Anšba Ksenia Palkina              | 6–0, 5–7, [10–8]    |
| 23. | 28 luglio 2018    | Advantage Cars Praga Open, Praga                   | Terra rossa   | Nina Stojanović         | Bibiane Schoofs Kimberley Zimmermann    | 6–2, 2–6, [10–8]    |
| 24. | 26 ottobre 2018   | Collector Bank Norwegian Open, Oslo                | Cemento (i)   | Harriet Dart            | Laura-Ioana Andrei Hélène Scholsen      | 7-6(3), 7-5         |
| 25. | 26 gennaio 2019   | Open GDF SUEZ 42, Andrézieux-Bouthéon              | Cemento (i)   | Renata Voráčová         | Andreea Mitu Elena-Gabriela Ruse        | 6-1, 6-2            |